# Али, Аннабель
Аннабель Лаура Али (фр. Annabel Laure Ali; 4 марта 1985, Ягуа, Камерун) — камерунская спортсменка (вольная борьба), участница трёх Олимпийских игр, победитель и многократный призёр чемпионатов Африки.

## Карьера
В середине августа 2008 года она участвовала на Олимпийских играх в Пекине, в весовой категории до 72 кг, где проиграла в 1/8 финала Агнешке Вещек из Польши, заняв итоговое последнее 16 место. В середине августа 2012 года на Олимпийских играх в Лондоне она проиграла Станке Златевой из Болгарии в четвертьфинале. Когда Златева вышла в финал, Али участвовала в утешительном поединке за бронзовую медаль, где проиграла Василисе Марзалюк. На летних Олимпийских играх 2012 года она также была знаменосцем Камеруна на церемонии открытия. В конце июля 2014 года на Играх Содружества в Глазго она завоевала серебряную медаль в весовой категории до 75 кг среди женщин, в финале она уступила Эрике Уибе из Канады. В середине августа 2016 года на Олимпийских играх в Рио-де-Жанейро в схватке за 3 место она уступила Екатерине Букиной из России, заняв итоговое 5 место.